# Pinch (Virginia Occidentale)
Pinch è una CDP degli Stati Uniti d'America, situato nello Stato della Virginia Occidentale, nella Contea di Kanawha.